# شکیب ارسلان
شکیب ارسلان (عربی: شكيب أرسلان؛ زاده: ۲۵ دسامبر ۱۸۶۹ – درگذشته: ۹ دسامبر ۱۹۴۶) نویسنده و ادیب و متفکر لبنانی عرب، معروف به امیر البیان بود، زیرا وی علاوه بر اینکه ادیب و شاعر بود سیاستمدار هم بود. او مسلط به زبان عربی، ترکی، فرانسوی و آلمانی بود. او در طی سفرهای زیادی که داشت با بسیاری از متفکران و نویسندگان مانند جمال الدین افغانی و احمد شوقی ملاقات کرد. پس از بازگشت به لبنان، دست به سفرهای معروف خود زد و به لوزان سوئیس، به ناپل در ایتالیا به پورسعید در مصر و از طریق کانال سوئز و دریای سرخ به جده و مکه سفر کرد و در این سفر هرچه را که دیده بود و با هرکس که ملاقات کرده بود را ثبت کرد از معروف‌ترین آثار او الحلل السندیه، چرا مسلمانان عقب ماندند و دیگران پیشرفت کردند؟، ارتسام اللطاف و (تاریخچه جنگهای عرب) و (عروة الإتحاد)، و (جهان در حال حاضر اسلامی) و غیره می‌باشد و به دلیل کثرت نوشت‌هایش شاهزاده بیان لقب گرفت، وی به عنوان یکی از متفکران پیشرو و طرفداران وحدت اسلامی، و وحدت فرهنگ بشمار می‌رود.

## خانواده
خانواده شکیب به المنذر بن امرئ القیس بن النعمان ملقب به ماءالسماء برمی‌گردد در روستای الشویفات نزدیک بیروت به‌دنیا آمد کلمه شکیب را از فارسی به معنی صبور و کلمه ارسلان را از ترکی و فارسی گرفته‌است که به معنی شیر می‌باشد.
او تحت تأثیر تعداد زیادی از شاخص‌های زمان خود قرار گرفت و در محضر آن‌ها تلمذ کرد یا در مراحل مختلف زندگی با آن‌ها تماس گرفته و اولین معلمان وی شیخ عبدالله البوستانی بوده که در مدرسه حکمت به او آموزش داد. او همچنین با محمد عبده، محمود سامی البارودی، عبدالله فکری، محمد رشید رضا و شیخ ابراهیم الیازجی تماس گرفت و در زمان خود با احمد شوقی، اسماعیل صبری از بزرگان و اندیشه شعر و ادب و در عصر خودش آشنا شد.
او بشدت تحت تأثیر سید جمال الدین افغانی قرار گرفت، در راه و روش فکری و زندگی سیاسی به او اقتدا کرد، همچنین تحت تأثیر برخی از روشنفکران و محققانی نظیر احمد فارس الشدیاق بود، که بسیار مشتاق و حامی خلافت اسلامی و امپراتوری عثمانی بود و همچنین تحت تأثیر دانشمند آمریکایی کورنلیوس وندیک قرار گرفت. او در دانشگاه آمریکایی بیروت درس می‌داد و همواره او را ستایش می‌کرد.

## دین
شکیب در خانواده‌ای از طائفه درزیه متولد شد؛ و از قرار معلوم (درزیه) مذهب خاصی بوده‌است و به کسی اجازه نمی‌دادند که وارد دینشان شود کما اینکه اجازه نمی‌دادند کسی خارج شود ولی وی بروش اهل سنت عبادت می‌کرد نماز می‌خواند و روزه می‌گرفت سایر اعمال عبادت را انجام می‌داد، مانند مسلمانان اهل تسنن انجام می‌داد همچنین با یک زن قفقازی ازدواج کرد.

## فعالیت‌ها
جوانی خود را در زمانی آغاز کرد که وطن عربی و اسلامی طعمه استعمارگران و مهاجمان اشغالگر بود، از همان ابتدا، آگاهی قوی از ضرورت اتحاد اعراب و اهمیت آن در برابر جاه‌طلبی‌های استعمارگران و توطئه‌های مهاجمین برای تضعیف ملت عرب و تکه‌تکه کردن آن برای تسهیل کنترل آن را کسب کرد.

## تلاش‌ها علیه او
اشغالگران در تلاش بودند تا تصویر او را در مقابل توده‌ها تحریف کنند. او توسط مسیو جووانل، فرمانده ارشد فرانسوی متهم شد که یکی از هم پیمانان جمال پاشا سفاح بوده‌است، شکیب فرمانده نیروهای داوطلب تحت امر جمال باشا بود وی فرمانده لشکری بود که از داوطلبان لبنانی تشکیل شده بود تا به مقاومت در برابر کشورهایی که لبنان را اشغال کردند بپردازند برای همین طبیعی بود که تحت فرماندهی جمال پاشا باشد زیرا او فرمانده سپاه چهارم بود که لشکر شکیب به آن وصل بود، و در نهایت شکیب توانست دروغ و فریب آن‌ها را افشا کند.
وقتی که جنگ جهانی اول به پایان رسید، آنچه را که شکیب ارسلان هشدار داده بود، به‌وقوع پیوست، پرده کنار رفت و حقیقت اهداف و جاه‌طلبی‌های کشورهای همپیمان علیه اعراب و مسلمانان آشکار شد، به ویژه پس از اینکه ترک‌ها خلافت اسلامی را رد کردند و سکولاریسم را در پیش گرفتند.

## آزادی اعراب
شکیب ارسلان از طرف تعدادی از کشورها تحت تعقیب بود ترکیه او را به خاطر علاقه‌اش به قضایای عربی مورد تعقیب قرار داده بود و انگلیس و فرانسه نیز او را برای دفاع از ملت عرب و اینکه خواستار رهایی آن‌ها است و نیز به دلیل رهبری کردن مبارزه آن‌ها علیه استعمارگران مورد تعقیب قرار داد. کما اینکه برای مدت زیادی از ورود به خیلی از کشورهای عربی منع شد، به ویژه مصر و سوریه که قلب ملت عرب بودند.

## تلاش‌های او برای متحد کردن مسلمانان
شکیب ارسلان همچنین علاقه‌مند به وضعیت مسلمانان در سراسر جهان بود. در سال ۱۳۴۴ هجری (۱۹۲۴)، انجمن آئین‌های مذهبی اسلامی را در برلین تأسیس کرد که هدف آن مسلمانانی بود که در آلمان بودند. این انجمن از کسانی تشکیل شد که اکثر کشورهای اسلامی را نمایندگی می‌کردند و مهم‌ترین مشخصه آن این بود که به موضوع دینی بدور از سیاست می‌پرداخت تا از علل مخالفت و اختلاف نظری که ممکن بود از ایدئولوژی‌های مختلف سیاسی بین مردم و کشورها ایجاد شود جلوگیری کند.

## درگیری میان شرق و غرب
شکیب ارسلان از همان ابتدا متوجه تأثیر فاکتورهای مذهبی در درگیری میان شرق و غرب شد و در بسیاری از کتاب‌ها و مقالاتش تأکید کرد و تأثیر این عامل را در تحریک غرب و حمایت از استعمار شرق و اشغال دنیای اسلام توضیح داد و ربط جنگهای صلیبی قدیم به شرق و حملات مشابه و جدید که به دست فرانسوی‌ها، انگلیسی‌ها و آلمانی‌ها انجام می‌شد را شرح داد، اما حتی بیشتر انتقادات وی به فرانسه بود. زیرا فرانسه درصدر کشورهای بود که با اسلام و مسلمانان درافتاده بود، فرانسه یازده حمله صلیبی انجام داد درحالی که انگلیس و آلمان هرکدام فقط یک حمله انجام دادند. او جنایات فرانسه علیه مسلمانان در شمال آفریقا را مطرح کرد و گفت که این یک مبارزه نژادپرستانه علیه اعراب و اسلام است. درعین حال او صحبت از بردباری و گذشت اسلام غافل نبود.

## اتحادیه عرب
شاید شکیب ارسلان یکی از اولین دعوت کنند گان به ایجاد اتحادیه عرب بود. به دنبال جنگ جهانی اول، شکیب ارسلان خواستار تشکیل جامعه عرب شد و از تشکیل آن بسیار مسرور شد و آن را مرجعی برای امت عرب می‌دید که از تقسیم پذیری جامعه عرب جلوگیری می‌کند و آن را راهی در مسیر رنسانس جامعه عرب در همه زمینه‌های علمی، فکری و اقتصادی می‌دانست.

## انقلاب عربی
شکیب ارسلان در جریان رویدادهای انقلاب عرب علیه امپراتوری عثمانی در سال ۱۹۱۶ شرکت نکرد، اما در مورد آن موضع گرفت؛ او از آن انتقاد کرد و از عواقب آن هشدار داد و این موقعیت به این واقعیت منجر شد که بسیاری به او بدگمان شدند؛ این موضع را تنها او اتخاذ نکرده بود بلکه موضع مشابهی توسط بسیاری از رهبران و متفکران مانند شیخ عبدالعزیز جاویش، رهبر محمد فرید، عبدالحمید سعید و دیگران گرفته شد. شکیب ارسلان توضیح می‌دهد که او معتقد است که کشورهای عربی تبدیل به مستعمره بین انگلیس و فرانسه خواهند شد.

## توطئه تقسیم فلسطین
شکیب ارسلان به دنبال برانگیختن احساس ملی در میان ملت عرب و هشدار دادن به خطراتی بود که آن‌ها را تحت تأثیر قرار داده بود. او یکی از اولین افرادی بود که متوجه سیاست استعمارگران فلسطین و تلاش آن‌ها برای تقسیم و ایجاد یک میهن ملی برای یهودیان شد و هشدار داد و تأکید کرد که آن‌ها از دولت اسلامی عثمانی شرقی برای اشغال دشمنان خارجی بهره می‌گیرند اما در عین حال او گفته بود که اگر می‌دانست که انقلاب علیه ترکیه منجر به استقلال اعراب می‌شود ازهمه در حمایت از آن پیشی می‌گرفت.

## نوشته‌ها
شکیب ارسلان حدود هشتاد سال زندگی کرد، تقریباً شصت سال آن در خواندن، نوشتن، سخنرانی، و تألیف و نظم صرف شده و در ده‌ها مجله از مجلات و روزنامه‌های سراسر جهان عرب و اسلامی نوشته‌است. تحقیقات و مقالات او شامل صدها و هزاران نامه و صدها خطبه و چندین شعر در موارد مختلف است. سبک او با وضوح و قدرت بیان و توانایی به‌کارگیری زبان با دقت بیان و درخشش در به تصویر کشیدن بوده‌است تا جای که او را (امیر بیان) نامیدند. مهم‌ترین این کتاب‌ها عبارتند از:
- تاریخچه تهاجم اعراب به فرانسه، سوئیس، ایتالیا و جزایر مدیترانه
- سفر اندلس و تاریخ باستان‌شناسی آن
- داستانی دیگر از بنی سراج: تألیف شمار دات چبرهان – ترجمه: شکیب ارسلان
- آقای رشید رضا، یا برادریِ چهل ساله
- شوقی یا دوستی چهل ساله
- چرا مسلمانان عقب مانده‌اند؟ و چرا دیگران پیشرفت کردند؟

## از دستنوشته
- سفر به آلمان
- خانه‌های اعراب در لبنان
- خاطرات شاهزاده شکیب ارسلان، که توسط دفتر کنفرانس اسلامی در قدس به‌ودیعه گذاشته شد تا بعد از مرگ وی منتشر شود.

## درگذشت
پس از پایان جنگ جهانی دوم (۱۹۴۵) و آزادسازی سوریه و لبنان، (شکیب ارسلان) در اواخر سال (۱۹۴۶) به وطن بازگشت، با استقبال گرمی روبرو شد. شکیب ارسلان در ۳۰ اکتبر ۱۹۴۶ به بیروت بازگشت. از سرزمین آزاد شده از اشغال و استبداد لذت برد اما تحت تأثیر بیماری سخت شدن شریان‌ها، نقرس و سنگ کلیه رنج می‌برد و وارد سن ۸۰ سالگی شد، مقاومتش به درازا نکشید و در روز دوشنبه ۹ دسامبر ۱۹۴۶ درگذشت.